# Alexander Sacharowitsch Pataschinski
Alexander Sacharowitsch Pataschinski (russisch Александр Захарович Паташинский; englische Transkription Alexander Patashinski, Patashinskii oder Patashinsky; * 8. August 1936 in Witebsk; † 22. Februar 2020 bei Seattle) war ein sowjetischer Physiker, der ab 1992 in den USA lehrte.
Pataschinski studierte am Moskauer Institut für Physik und Technologie, am Institut für Theoretische und Experimentelle Physik in Moskau und am Institut für Physik der Sowjetischen Akademie der Wissenschaften (Kapiza Institut), wo er bei Lew Landau studierte, bei dem er 1963 mit einer Arbeit über Singularitäten in Feynmandiagrammen promoviert wurde, bei dem er die privaten Prüfungen für dessen Theoretisches Minimum absolvierte und der ihn 1959 als Promotionsstudent akzeptierte. Zuvor war er in der Gruppe von Issaak Chalatnikow. Ab 1961 war er am Institut für Thermophysik in Nowosibirsk, konnte aber weiter bei Landau in Moskau arbeiten. In Nowosibirsk begann seine Zusammenarbeit mit Waleri Pokrowski, zunächst über Regge-Pole in semiklassischer Streuung an Potentialen in der Quantenmechanik. 1968 wurde er habilitiert (sowjetischer Doktortitel). 1968 bis 1998 war er leitender Wissenschaftler am Budker-Institut für Kernphysik in Nowosibirsk und gleichzeitig 1974 bis 1992 Professor an der Staatlichen Universität in Nowosibirsk. Ab 1992 war er Professor an der Northwestern University.
1983 erhielt er mit Waleri Pokrowski den Landau-Preis für ihre Beiträge zur Theorie der Phasenübergänge in der statistischen Physik (Skalierung der Korrelationsfunktionen am kritischen Punkt), die sie zusammen ab 1963 entwickelten. Er befasste sich auch mit anderen Gebieten der theoretischen Physik wie Gravitationskollaps in der Allgemeinen Relativitätstheorie und hochenergetische Streuung von Hadronen an Kernen, Turbulenz,  Nichtgleichgewichtsphänomene in der statistischen Mechanik, Physik von Gläsern und Polymeren (woran er mit Unterstützung durch Dow Chemical in den USA forschte).
Ab 2003 war er Fellow der American Physical Society.

## Schriften
- Patashinskii, Pokrovskii, "Fluctuation Theory of Phase Transitions," Elsevier 1979